# Pocharica illota
Pocharica illota är en insektsart som beskrevs av Melichar 1898. Pocharica illota ingår i släktet Pocharica och familjen Ricaniidae. Inga underarter finns listade i Catalogue of Life.